# Salvatore Ricciardi
Salvatore Ricciardi   (Roma, 1940 - Roma, 9 d'abril de 2020) fou un activista polític comunista italià, membre de les Brigades Roges i condemnat a cadena perpètua per la seva col·laboració en l'Operació Fritz.

## Trajectòria
Criat a Garbatella, un barri de Roma preeminentment d'esquerra i popular, estudià a l'Institut Tècnic Galileo Galilei, situat a la via Conte Verde. Tan bon punt es graduà, trobà feina en el món de la construcció i, al cap d'uns anys, guanyà una plaça d'oposició al sector dels ferrocarrils, concretament la de tècnic de Ferrovie dello Stato Italiane. Començà la seva activitat social afiliant-se a la Confederació General Italiana del Treball. Posteriorment, milità al Partit Socialista Italià d'Unitat Proletària (PSIUP) abans de l'any 1968 i després formà part del moviment d'autonomia obrera. L'any 1977 s'incorporà a les Brigades Roges. Fou arrestat l'any 1980 i, al final d'aquell mateix any, organitzà amb altres presos la revolta a la presó especial de Trani. Condemnat a cadena perpètua, després de trenta anys de presó, l'any 2010 fou alliberat. D'aleshores fins a la seva mort formà part de l'equip de redacció de l'emissora Ràdio Onda Rossa, de la seva ciutat natal. El març de 2020 patí una caiguda durant una iniciativa pels presos amb risc de la COVID-19 que li provocà la fractura d'unes costelles que li perforaren un pulmó. Després de passar un mes ingressat a l'hospital, morí el 9 d'abril de 2020 a Roma, als 80 anys.
Dos dies després, una trentena de persones vinculades al moviment anarquista i okupa s'aplegaren per a retre-li un homenatge. D'altres, l'acomiadaren a través de les xarxes socials, com per exemple l'ex-brigadista Paolo Persichetti, que penjà en un vídeo de twitter «la salutació dels seus camarades a Salvatore Ricciardi, comunista i brigadista». Malgrat que manifestacions i marxes fúnebres estaven prohibides a Itàlia durant el confinament dictat contra la pandèmia per coronavirus, els assistents van transportar el taüt des des l'Hospital Umberto I fins al barri de San Lorenzo, on es trobava la seu de l'emissora de ràdio on treballava. Fou precisament davant de la seu, situada a la via dei Volsci, que la marxa s'aturà per a fer-hi una petita cerimònia de record. En el moment en què s'acabà de realitzar un mural, que portava el lema «Ciao Salvo! Odio il carcerce» ("Adéu Salvo! Odio la presó"), la policia interrompé l'acte amb la intervenció d'antiavalots i canons d'aigua per a dispersar la multitud. Malgrat que no hi hagué enfrontament físic entre policia i manifestants, entre 15 i 45 assistents foren identificats sota risc de patir una sanció per haver violat la prohibició d'organitzar esdeveniments durant la pandèmia.

## Obres
- Maelstrom. Scene di rivolta e autorganizzazione di classe in Italia dal 1960 al 1980 (2011, DeriveApprodi)[4]
- Cos'è il carcere. Vademecum di resistenza (2015, DeriveApprodi) pròleg d'Erri De Luca[4]

L'escriptor Ottone Ovidi publicà l'any 2018 amb l'editorial Bordeus el llibre d'entrevistes Salvatore Ricciardi, dedicat als primers vint anys de la seva militància.